# Rock in a Hard Place
Rock in a Hard Place är ett musikalbum av hårdrocksgruppen Aerosmith, utgivet den 1 augusti 1982. Albumet är producerat av Steven Tyler och Jack Douglas och inspelad på Power Station i New York.
Albumet är Aerosmiths enda utan gitarristen Joe Perry, som tillsammans med Brad Whitford hoppat av. De ersattes av Jimmy Crespo och Rick Dufay. Whitford medverkade dock på spåret "Lightning Strikes". Det var också gruppens sista album på Columbia Records innan man gick över till Geffen.
Albumet blev som bäst 32:a på albumlistan i USA.

## Låtlista
1. "Jailbait" (Jimmy Crespo/Steven Tyler) - 4:38
2. "Lightning Strikes" (Richard Supa) - 4:26
3. "Bitch's Brew" (Jimmy Crespo/Steven Tyler) - 4:14
4. "Bolivian Ragamuffin" (Jimmy Crespo/Steven Tyler) - 3:32
5. "Cry Me a River" (Arthur Hamilton) -  4:06
6. "Prelude to Joanie" (Steven Tyler) - 1:21
7. "Joanie's Butterfly" (Jimmy Crespo/Jack Douglas/Steven Tyler) - 5:35
8. "Rock in a Hard Place (Cheshire Cat)" (Jimmy Crespo/Jack Douglas/Steven Tyler) - 4:46
9. "Jig Is Up" (Jimmy Crespo/Steven Tyler) - 3:10
10. "Push Comes to Shove" (Steven Tyler) - 4:28

## Medlemmar
- Jimmy Crespo - gitarr
- Tom Hamilton - elbas, gitarr
- Joey Kramer - trummor, sång
- Steven Tyler - sång
- Rick Dufay - gitarr